# سرزمین ناشناخته جنوبی

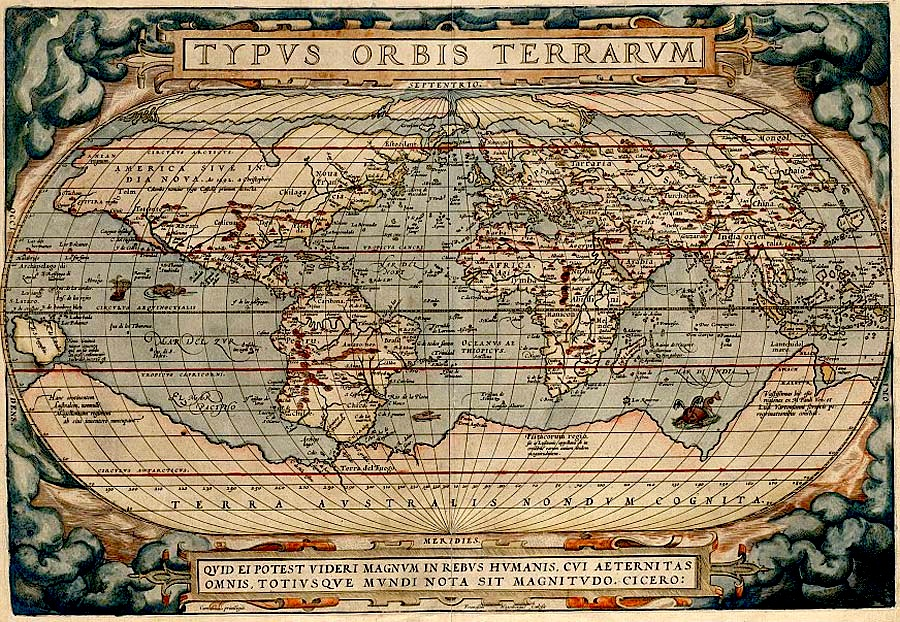
سرزمین ناشناخته جنوبی بر نقشه‌ای به تاریخ ۱۵۷۰ میلادی

سرزمین ناشناخته جنوبی (Terra Australis یا Terra Australis Ignota یا Terra Australis Incognita) نام قاره‌ای است خیالی که اروپاییان در گذشته باور داشتند باید در نیمه جنوبی زمین وجود داشته باشد. نظریه وجود این سرزمین منسوب به ارسطو است و توسط بطلمیوس بسط یافته است. بطلمیوس معتقد بود مساحت زمین‌های شمالی و جنوبی زمین باید برابر باشد و به همین دلیل نتیجه می‌گرفت که سرزمینی ناشناخته در جنوب وجود دارد.
این ایده در روزگار رنسانس در اروپا رواج یافت و سرزمین ناشناخته جنوبی در نقشه‌های آن زمان ترسیم می‌شد. در سال ۱۶۰۶ جزیره‌ای بزرگ در جنوب گینه نو توسط اروپاییان کشف شد که گمان می‌رفت بخشی از سرزمین ناشناخته جنوبی باشد و به همین دلیل استرالیا (به معنای «جنوبیه» در زبان لاتین) نام گرفت. به دنبال ایده برابری مساحت زمین‌های شمالی و جنوبی و کافی نبودن مساحت استرالیا برای تأمین این برابری، سفرهای اکتشافی متعددی در اقیانوس آرام و در مدارهای نزدیک به قطب جنوب انجام شد تا باقی‌مانده این سرزمین نیز کشف گردد که در نهایت به کشف قاره قطب جنوب انجامید.

## نام
نام‌های دیگر این قاره فرضی عبارتند از Terra Australis Ignota , Terra Australis Incognita ("سرزمین ناشناخته جنوب") یا Terra Australis Nondum Cognita ("سرزمین جنوبی که هنوز شناخته نشده است"). نام‌های دیگر Brasiliae Australis ("جنوب برزیل")، و Magellanica ("سرزمین ماژلان ") بود. ماتیاس رینگمن آن را در سال 1505 Ora antarctica (سرزمین قطب جنوب) نامید، و فرانسیسکو موناخوس آن را Australis orę (کشور استرالیایی) نامید. در قرون وسطی به عنوان آنتی پاد شناخته می‌شد.
گیوم پستل، نویسنده فرانسوی، نام Chasdia را به نام کوش، نوه نوح، برای قاره فرضی بر اساس داشتن ساکنان تیره پوست (نوادگان سنتی کوش) برای این قاره پیشنهاد کرد.

## تغییر نام
در طول قرن هجدهم، استرالیا امروزی با Terra Australis ترکیب نمی‌شد، همان‌طور که گاهی اوقات در قرن بیستم بود. کاپیتان کوک و معاصرانش می‌دانستند که قاره ششم (استرالیای امروزی) که نیوهلند نامیده می‌شود، کاملاً از قاره هفتم تصوری (اما هنوز کشف نشده) (قطب جنوبگان امروزی) جدا است.
در قرن نوزدهم، مقامات استعماری در سیدنی نام استرالیا را دوباره به نیوهلند اختصاص دادند و نام هلندی چند صد ساله آن در نهایت ناپدید شد. در همین حال، با از دست دادن نام استرالیا، قاره قطبی جنوبی برای چندین دهه بی‌نام بود تا اینکه قطب جنوب در دهه ۱۸۹۰ ابداع شد.
در اوایل دهه ۱۸۰۰، متیو فلیندرز، کاشف بریتانیایی، نامگذاری استرالیا را به نام Terra Australis رواج داد و دلیل خود را مبنی بر اینکه «احتمالی» برای یافتن توده خشکی قابل توجهی در جنوب استرالیا وجود ندارد، ارائه داد. قاره ای که قرار بود قطب جنوب نام بگیرد، دهه‌ها پس از کتاب فلیندرز در سال ۱۸۱۴ در مورد استرالیا، که او آن را سفری به ترا استرالیا نامیده بود، و پس از اینکه تغییر نامگذاری او محبوبیت پیدا کرد، کاوش خواهد شد.